# Dinner for Schmucks
Dinner for Schmucks (bra: Um Jantar para Idiotas; prt: Jantar de Idiotas) é um filme estado-unidense de 2010, uma comédia dirigida por Jay Roach, com roteiro baseado no filme Le dîner de cons, de Francis Veber.

## Sinopse
Tim (Paul Rudd) é um empresário em ascensão que ganha a vida achando convidados perfeitos para o evento mensal que seu chefe organiza, um jantar entre executivos com competições esdrúxulas. Visando ser promovido para impressionar sua esposa, a qual recusa constantemente seus pedidos de casamento, Tim precisa encontrar o idiota perfeito para vencer a competição do jantar. É então que ele conhece Barry após atropelá-lo e que ganha a vida recriando grandes obras de arte utilizando ratos mortos. Tim convida Barry para o jantar para ser o seu idiota enquanto ele se intromete na vida de seu novo amigo causando muita confusão.

## Elenco
- Steve Carell... Barry Speck
- Paul Rudd... Tim Conrad
- Zach Galifianakis... Therman Murch
- Jemaine Clement... Kieran Vollard
- Bruce Greenwood... Lance Fender
- Ron Livingston... Caldwell
- Andrea Savage... Robin
- Lucy Punch... Darla
- David Walliams... Mueller
- Stephanie Szostak... Julie
- Rick Overton... The Beard Champion
- P. J. Byrne... Davenport
- Octavia Spencer... Madame Nora
- Alex Parlar... Santiago Pérez
- Jeff Dunham... Lewis / Debbie
- Chris O'Dowd...Marco (creditado como "Christopher O'Dowd")
- Kristen Schaal... Susana
- Patrick Fischler... Vincenzo
- Randall Park... Henderson
- Larry Wilmore... Williams

## Recepção
No site agregador de críticas Rotten Tomatoes, 42% das 186 resenhas dos críticos são positivas. O consenso diz: "Ele não honra seu material de origem - ou de seus líderes imensamente simpáticos - bem como deveria, mas (...) oferece uma comédia irregularmente nutritiva".